# 齊基郡
齐基郡，中国南北朝时设置的郡。
南齐置齐基郡，治齐基县（今四川都江堰市东南四十五里徐渡乡杜家墩子），属益州。辖境约当今四川省都江堰市南部地。南梁沿置，承圣二年（553年）西魏夺得齐基郡。北周天和四年（569年）废除齐基郡，因青城山，齐基县改为清城县，属犍为郡。